# Петко Вълов
Петко Вълов е български източнокатолически духовник, епископ на Софийската източнокатолическа епархия от 2024 г.

## Биография
Петко Вълов е роден на 8 януари 1966 година в град София. Наследник е на българи католици, бежанци от Кукуш.
Завършва Медицинския колеж „Йорданка Филаретова” в София. От 1990 година до 1997 година следва в Рим - „философия“ в Папския Урбански университет, „теология“ в Папския Григориански университет и специализира „морална теология“ в Академия „Алфонсиана”, част от Папския Латерански университет. Възпитаник е и на Папския гръцки колеж.
Ръкоположен е за свещеник на 10 ноември 1997 година и е назначен за енорийски свещеник в енорията „Успение Богородично“ в село Ново Делчево, Санданско. За кратко е обслужвал и верните от енорията „Света Анна“ в град Шумен.
Отец Петко Вълов е секретар на Епископската конференция на католическата църква в България от 2020 година, а от 2022 година е председател на Управителния съвет на Каритас София. Той представлява католическата църква в Националния съвет на религиозните общности в България. Има серия от публикации в списание „Християнство и култура" на фондация Комунитас и вестник „Истина-Veritas“, издаван от Католическата епископска конференция в България.
На 8 април 2024 година папа Франциск назначава отец Петко Вълов за епископ на Софийска източнокатолическа епархия „Св. Йоан XXIII“. На 6 юли 2024 година е ръкоположен за епископ в катедралата „Успение Богородично“ в София от епископ Христо Пройков, управлявал епархията до 2024 година, от никополския епископ Страхил Каваленов и от апостолическия екзарх на Гръцката апостолическа екзархия каркабийския епископ Мануел Нин.
Епископ Вълов е председател на Междуритуалната епископска конференция в България от 2024 г.